# Coup d'État de 1987 en Tunisie
Le coup d'État du 7 novembre 1987 voit le Premier ministre tunisien, Zine el-Abidine Ben Ali, renverser le président de la République, Habib Bourguiba, pour raisons de santé et accéder au pouvoir.
Par la suite, Ben Ali reprend en main le Parti socialiste destourien qu'il transforme en Rassemblement constitutionnel démocratique. Il organise des élections anticipées au printemps 1989, que lui et son parti remportent largement. Dès lors, il poursuit la politique de Bourguiba dont il se positionne comme le fils spirituel, comblant ainsi les vœux de celui qui désirait « gouverner après sa mort ». Il se maintient au pouvoir durant 23 ans, avant d'être renversé lors de la révolution de 2011.

## Déroulement
Dans la nuit du 6 novembre 1987, un groupe de sept médecins tunisiens signent un rapport médical qui certifie l'incapacité mentale du président, Habib Bourguiba, d'assumer ses fonctions. « Un acte de salubrité publique » que Mezri Haddad résume ainsi : 
« Officiellement âgé de 84 ans, Bourguiba s'endort quand il reçoit un hôte étranger ; sous l'influence de ceux qui guignent la présidence, il chasse le lendemain le ministre qu'il a nommé la veille, il admet le remaniement ministériel proposé par son Premier ministre pour se rétracter quelques heures après… Pire que tout, il exige la révision du procès de l'intégriste Rached Ghannouchi (et la condamnation à mort de ce dernier) : « Je veux cinquante têtes […] Je veux trente têtes […] Je veux Ghannouchi ». »

Ben Ali fait jouer l'article 57 de la Constitution et prend en main le pays. Il devient, en tant que successeur constitutionnel, président et chef suprême des forces armées. Dans leur livre Notre ami Ben Ali, les journalistes Nicolas Beau et Jean-Pierre Tuquoi donnent une description des événements : 
« Sept médecins dont deux militaires sont convoqués en pleine nuit, non pas au chevet du malade Bourguiba, mais au ministère de l'Intérieur. Parmi eux se trouve l'actuel médecin du président, le cardiologue et général Mohamed Gueddiche. Ben Ali somme les représentants de la faculté d'établir un avis médical d'incapacité du président. « Je n'ai pas vu Bourguiba depuis deux ans » proteste un des médecins. « Cela ne fait rien ! Signe ! » tranche le général Ben Ali. »
Dans une déclaration faite à la radio nationale le lendemain matin, il rend hommage aux « énormes sacrifices » consentis par Bourguiba, en compagnie d'hommes valeureux, au service de la libération de la Tunisie et de son développement. Il annonce dans le même temps que « l'époque que nous vivons ne peut plus souffrir ni présidence à vie ni succession automatique à la tête de l'État desquels le peuple se trouve exclu. Notre peuple est digne d'une vie politique évoluée et institutionnalisée, fondée réellement sur le multipartisme et la pluralité des organisations de masse ». L'action est par la suite justifiée par le fait que des mouvements intégristes préparaient un coup d'État et détenaient une liste de personnalités à assassiner.

## Révélations
Dans un entretien à La Repubblica du 11 octobre 1999, l'amiral Fulvio Martini du SISMI déclare que les services secrets italiens ont joué un rôle important dans la chute de Bourguiba : « Tout a commencé avec la visite en 1984 en Algérie du président du Conseil italien Bettino Craxi » explique-t-il. « Les Algériens, inquiets de la déstabilisation croissante en Tunisie, étaient alors prêts à intervenir » dans ce pays en raison des menaces portées sur leurs intérêts stratégiques. Ainsi, l'armée algérienne aurait été prête à envahir la partie du territoire tunisien où transite le pipeline qui conduit le gaz naturel algérien jusqu'en Sicile. « En 1985, M. Craxi m'a demandé de me rendre en Algérie pour y rencontrer les services secrets [...] l'objectif était d'éviter un coup de tête » algérien selon Martini. « À partir de ce moment a commencé une longue opération de politique étrangère dans laquelle les services secrets ont eu un rôle extrêmement important. À la fin, nous avons estimé que le général Ben Ali était l'homme capable de garantir, mieux que Bourguiba, la stabilité en Tunisie » ajoute-t-il. « Nous avons proposé cette solution aux Algériens qui en ont parlé aux Libyens. Je suis allé en parler aux Français [...] Le chef des services secrets de l'époque, le général René Imbot, m'a traité avec arrogance et m'a dit que nous autres Italiens, nous ne devions pas nous mêler de la Tunisie, qu'il s'agissait de l'empire français » affirme Martini.
Il s'agissait donc d'organiser un coup d'État, le plus invisible possible, et c'est ainsi que l'idée d'un « putsch médical » aurait pris forme. L'Italie aurait garanti le ralliement du Premier ministre Ben Ali et ce choix aurait rencontré l'approbation des Algériens ainsi que des Libyens. « C'est vrai, l'Italie a remplacé Bourguiba par Ben Ali », conclut Martini alors que La Repubblica avait cité, le 10 octobre 1999, un rapport exposé le 6 octobre précédent par Martini devant une commission parlementaire italienne. Pour sa part, Craxi dément, ce même 10 octobre, une participation des services secrets italiens à l'accession au pouvoir de Ben Ali. « Il n'y a aucune manœuvre ni interférence italienne dans les événements qui ont porté le président Ben Ali au pouvoir en 1987 » affirme-t-il au bureau de l'AFP à Tunis. Selon Le Monde, ces révélations de Martini n'auraient toutefois pas convaincu les spécialistes car Craxi était un ami de Bourguiba.

## Culte du chiffre 7
Le chiffre 7 est un symbole de la présidence de Ben Ali, présentée comme un nouveau cycle politique qui débute le 7 novembre 1987. Selon Vincent Geisser, il est devenu « l'emblème chiffré du coup d'État, que la rhétorique bénalienne nomme « le Changement » ». Le 7 novembre devient un jour férié, cet événement étant inscrit dans le programme philatélique de la Poste tunisienne à travers une série de timbres dont l'élément visuel principal est un chiffre 7 stylisé.

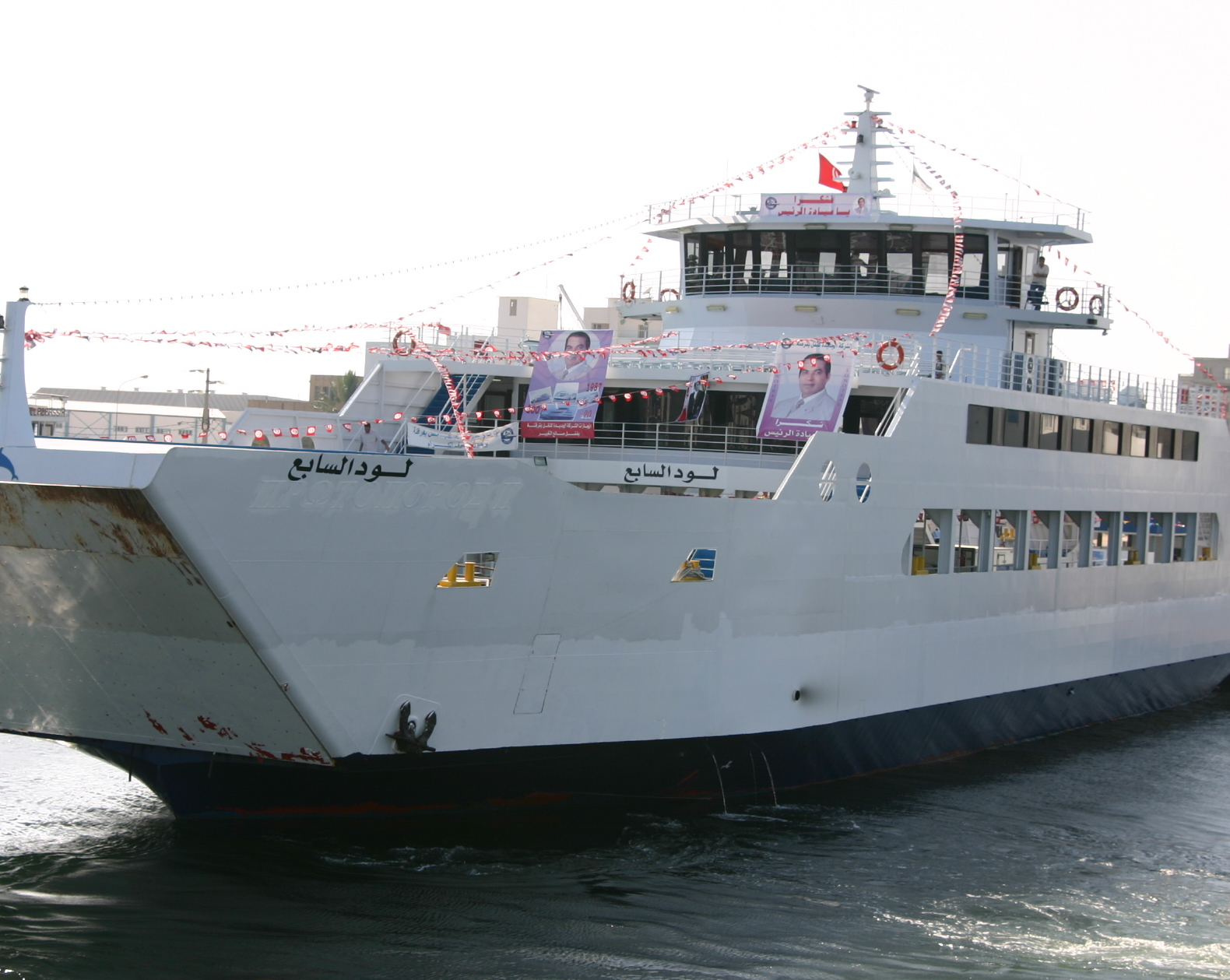
Car-ferry El Loud 7 décoré de portraits et de slogans présidentiels.

Aux côtés de l'image omniprésente du président Ben Ali, le chiffre 7 est en effet visible dans la quasi-totalité des lieux publics : administrations, cafés, magasins, avenues, établissements scolaires, moyens de transport — compagnie aérienne Tuninter renommée Sevenair le 7 juillet 2007 (soit le 7e jour du 7e mois de l'année 2007) ou nom d'un avion de ligne de la compagnie Tunisair —, stades (comme celui de Radès), infrastructures (comme l'aéroport international de Tabarka), etc. Le chiffre est également utilisé par le régime dans le domaine des médias qu'il contrôle et notamment de la télévision : la première chaîne nationale est renommée TV7 puis Tunisie 7.
Il est par ailleurs utilisé comme indicatif des numéros de téléphone — les numéros de la région de Tunis commencent par 71, ceux de la région du Sahel par 73, etc. — et dans les numéros de SMS utilisés lors des jeux télévisés (87 y est toujours accompagné d'un autre 7). Enfin, sur les cartes d'identités, sept drapeaux tunisiens sont présents côté recto et sept colombes côté verso. D'après Geisser, « le régime a trouvé avec ce chiffre un substitut plus ou moins subtil aux statues érigées par le despote (Bourguiba) ». Après le départ de Ben Ali, les références au chiffre 7 sont progressivement supprimées. Par exemple, l'une des avenues les plus importantes de Tunis, l'avenue du 7-Novembre, prend le nom de Mohamed Bouazizi en hommage au jeune homme dont la tentative de suicide a conduit à la révolution tunisienne ; la chaîne de télévision nationale change de nom en Wataniya 1.